# Puig Segalar (Albons)
El Puig Segalar és una muntanya de 175 metres que es troba entre els municipis de Viladamat, a la comarca de l'Alt Empordà i d'Albons, a la comarca catalana del Baix Empordà.
Al cim podem trobar-hi un vèrtex geodèsic (referència 310091001).
Aquest cim està inclòs al llistat dels 100 cims de la FEEC